# Spoorlijn Arches - Saint-Dié
De Spoorlijn Arches - Saint-Dié is een Franse spoorlijn van Arches naar Saint-Dié-des-Vosges. De lijn is 48,9 km lang en heeft als lijnnummer 062 000.

## Geschiedenis
De spoorlijn werd door de Chemins de fer de l'Est in gedeeltes geopend. Van Arches naar Bruyères op 3 november 1869, van Bruyères naar Laveline op 20 januari 1870, van Laveline naar La Chapelle op 11 juli 1874 en met gedeelte tussen La Chapelle en Saint-Dié werd de lijn op 7 oktober 1876 voltooid.
In december 2018 werd het vervoer op de lijn gestaakt voor een volledige renovatie, op 12 december 2021 is de lijn heropend.

## Treindiensten
De SNCF verzorgt het personenvervoer op dit traject met TER treinen.
| Serie      | Treinsoort | Route                         | Bijzonderheden |
| ---------- | ---------- | ----------------------------- | -------------- |
| TER 833800 | TER (SNCF) | Épinal – Saint-Dié-des-Vosges |                |

## Aansluitingen
In de volgende plaatsen is of was er een aansluiting op de volgende spoorlijnen:
Arches
RFN 060 000, spoorlijn tussen Épinal en Bussang
Bruyères
RFN 065 000, spoorlijn tussen Mont-sur-Meurthe en Bruyères
Laveline-devant-Bruyères
RFN 063 000 tussen Laveline-devant-Bruyères en Gérardmer
Saint-Léonard
RFN 064 000, spoorlijn tussen Saint-Léonard en Fraize
Saint-Dié-des-Vosges
RFN 062 306, raccordement van Saint-Dié
RFN 067 000, spoorlijn tussen Lunéville en Saint-Dié-des-Vosges
RFN 110 000, spoorlijn tussen Strasbourg-Ville en Saint-Dié-des-Vosges